# دارا توريس
دارا توريس (Dara Torres) هي لاعبة أولمبية أمريكية يهودية لرياضة السباحة من الولايات المتحدة. شاركت في الأولمبياد الصيفي في 1984–2008، وفازت بما مجموعه 12 ميدالية.

## الميداليات
| ذهب | فضة | برونز | المجموع |
| 4   | 4   | 4     | 12      |